# 2017 en athlétisme
Cet article récapitule les faits marquants de l'année 2017 en athlétisme, les grandes compétitions de l'année, les records mondiaux et continentaux battus en 2017 et les décès d'athlètes survenus cette même année.

## Compétitions majeures

### Mondiales
- Championnats du monde
- Championnats du monde cadets
- Championnats du monde jeunesse
- Championnats du monde de course en montagne
- Championnats du monde de course en montagne longue distance
- Championnats du monde de cross-country
- Relais mondiaux
- Ligue de diamant
- Championnats du monde de trail
- Universiade d'été
- Jeux de la Francophonie

### Européennes
- Championnats d'Europe en salle
- Championnats d'Europe par équipes
- Championnats d'Europe juniors
- Coupe d'Europe de marche
- Championnats d'Europe par équipes d'épreuves combinées
- Festival olympique de la jeunesse européenne
- Coupe d'Europe des lancers
- Championnats d'Europe de course en montagne
- Championnats d'Europe de cross-country
- Championnats des Balkans en salle

### Asiatiques
- Championnats d'Asie
- Jeux asiatiques en salle
- Jeux d'Asie du Sud-Est

### Nord-Américaines
- Championnats des États-Unis en salle
- Championnats des États-Unis
- Championnats panaméricains juniors

### Sud-Américaines
- Championnats d'Amérique du Sud
- Championnats d'Amérique du Sud juniors
- Championnats panaméricains juniors

### Africaines
- Championnats d'Afrique juniors

### Océaniennes
- Championnats d'Océanie

## Records

### Records du monde
| Épreuve       | Athlète             | Nation   | Performance       | Compétition              | Lieu     | Date             |
| ------------- | ------------------- | -------- | ----------------- | ------------------------ | -------- | ---------------- |
| 2 000 m       | Genzebe Dibaba      | Éthiopie | 5 min 23 s 75 (i) |                          | Sabadell | 7 février 2017   |
| 10 km         | Joyciline Jepkosgei | Kenya    | 29 min 43 s       | Prague Grand Prix        | Prague   | 9 septembre 2017 |
| Semi-marathon | Joyciline Jepkosgei | Kenya    | 1 h 04 min 51 s   | Semi-marathon de Valence | Valence  | 22 octobre 2017  |

### Records continentaux
| Épreuve          | Athlète             | Nation         | Performance          | Compétition                   | Lieu          | Date             |
| ---------------- | ------------------- | -------------- | -------------------- | ----------------------------- | ------------- | ---------------- |
| 110 m haies      | Antonio Alkana      | Afrique du Sud | 13 s 11 (+1,8 m/s)   | Mémorial Josef-Odložil        | Prague        | 5 juin 2017      |
| Saut en longueur | Luvo Manyonga       | Afrique du Sud | 8,65 m (+1,3 m/s)    | Championnats d'Afrique du Sud | Potchefstroom | 22 avril 2017    |
| 2 000 m          | Genzebe Dibaba      | Éthiopie       | 5 min 3 s 75 (i)     |                               | Sabadell      | 7 février 2017   |
| 5 km             | Joyciline Jepkosgei | Kenya          | 14 min 32 s          |                               | Prague        | 9 septembre 2017 |
| 10 km            | Joyciline Jepkosgei | Kenya          | 29 min 43 s          |                               | Prague        | 9 septembre 2017 |
| 15 km            | Joyciline Jepkosgei | Kenya          | 45 min 37 s          |                               | Prague        | 1er avril 2017   |
| Semi-marathon    | Joyciline Jepkosgei | Kenya          | 1 h 04 min 51 s (WR) | Semi-marathon de Valence      | Valence       | 22 octobre 2017  |
| Marathon         | Mary Keitany        | Kenya          | 2 h 17 min 1 s       | Marathon de Londres           | Londres       | 23 avril 2017    |

| Épreuve           | Athlète          | Nation         | Performance     | Compétition                 | Lieu       | Date              |
| ----------------- | ---------------- | -------------- | --------------- | --------------------------- | ---------- | ----------------- |
| 20 km             | Abraham Cheroben | Bahreïn        | 55 min 51 s     | Semi-marathon de Copenhague | Copenhague | 17 septembre 2017 |
| Semi-marathon     | Abraham Cheroben | Bahreïn        | 58 min 40 s     | Semi-marathon de Copenhague | Copenhague | 17 septembre 2017 |
| Lancer du javelot | Cheng Chao-tsun  | Taipei chinois | 9,36 m          |                             | Taipei     | 26 août 2017      |
| Semi-marathon     | Violah Jepchumba | Bahreïn        | 1 h 05 min 22 s | Semi-marathon de Prague     | Prague     | 1er avril 2017    |

| Épreuve               | Athlète                                                         | Nation          | Performance   | Compétition           | Lieu    | Date         |
| --------------------- | --------------------------------------------------------------- | --------------- | ------------- | --------------------- | ------- | ------------ |
| Relais 4 × 100 mètres | Chijindu Ujah Adam Gemili Danny Talbot Nethaneel Mitchell-Blake | Grande-Bretagne | 37 s 47       | Championnats du monde | Londres | 12 août 2017 |
| 50 km marche          | Inês Henriques                                                  | Portugal        | 4 h 05 min 56 | Championnats du monde | Londres | 13 août 2017 |

| Épreuve          | Athlète      | Nation    | Performance | Compétition           | Lieu    | Date         |
| ---------------- | ------------ | --------- | ----------- | --------------------- | ------- | ------------ |
| Lancer du disque | Dani Stevens | Australie | 69,44 m     | Championnats du monde | Londres | 13 août 2017 |

| Épreuve         | Athlète          | Nation    | Performance   | Compétition           | Lieu    | Date         |
| --------------- | ---------------- | --------- | ------------- | --------------------- | ------- | ------------ |
| 100 m           | Rosângela Santos | Brésil    | 10 s 91       | Championnats du monde | Londres | 6 août 2017  |
| 3 000 m steeple | Belén Casetta    | Argentine | 9 min 25 s 99 | Championnats du monde | Londres | 11 août 2017 |

## Récompenses

### Hommes
| Award                       | Winner             |
| --------------------------- | ------------------ |
| Athlète de l'année IAAF     | Mutaz Essa Barshim |
| Espoir de l'année IAAF      | Karsten Warholm    |
| Athlète européen de l'année | Johannes Vetter    |
| Espoir européen de l'année  | Karsten Warholm    |
| The Bowerman                | Christian Coleman  |

### Femmes
| Récompense                  | Winner             |
| --------------------------- | ------------------ |
| Athlète de l'année IAAF     | Nafissatou Thiam   |
| Espoir de l'année IAAF      | Yulimar Rojas      |
| Athlète européen de l'année | Katerina Stefanidi |
| Espoir européen de l'année  | Yuliya Levchenko   |
| The Bowerman                | Raevyn Rogers      |

## Bilans annuels

### En plein air

#### Femmes
| Épreuve              | Athlète                                                     | Nation                  | Performance        | Lieu           | Date               |
| -------------------- | ----------------------------------------------------------- | ----------------------- | ------------------ | -------------- | ------------------ |
| 100 m                | Elaine Thompson                                             | Jamaïque                | 10 s 71 (+0,8 m/s) | Kingston       | 23 juin 2017       |
| 200 m                | Tori Bowie                                                  | États-Unis              | 21 s 77 (+1,5 m/s) | Eugene         | 27 mai 2017        |
| 400 m                | Shaunae Miller-Uibo                                         | Bahamas                 | 49 s 46            | Bruxelles      | 1er septembre 2017 |
| 800 m                | Caster Semenya                                              | Afrique du Sud          | 1 min 55 s 16      | Londres        | 13 août 2017       |
| 1 500 m              | Sifan Hassan                                                | Pays-Bas                | 3 min 56 s 14      | Hengelo        | 11 juin 2017       |
| Mile                 | Genzebe Dibaba                                              | Éthiopie                | 4 min 16 s 05      | Lausanne       | 6 juillet 2017     |
| 5 000 m              | Hellen Obiri                                                | Kenya                   | 14 min 18 s 37     | Rome           | 8 juin 2017        |
| 10 000 m             | Almaz Ayana                                                 | Éthiopie                | 30 min 16 s 32     | Londres        | 5 août 2017        |
| 10 km (route)        | Joyciline Jepkosgei                                         | Kenya                   | 29 min 43 s        | Prague         | 9 septembre 2017   |
| 20 km (route)        | Joyciline Jepkosgei                                         | Kenya                   | 1 h 01 min 25 s    | Prague         | 1er avril 2017     |
| Semi-marathon        | Joyciline Jepkosgei                                         | Kenya                   | 1 h 04 min 51 s    | Valence        | 22 octobre 2017    |
| Marathon             | Mary Keitany                                                | Kenya                   | 2 h 17 min 01 s    | Londres        | 23 avril 2017      |
| 3 000 mètres steeple | Ruth Jebet                                                  | Bahreïn                 | 8 min 55 s 29      | Zurich         | 24 août 2017       |
| 100 mètres haies     | Kendra Harrison                                             | États-Unis              | 12 s 28 (+0,1 m/s) | Székesfehérvár | 4 juillet 2017     |
| 400 mètres haies     | Dalilah Muhammad                                            | États-Unis              | 52 s 64            | Sacramento     | 25 juin 2017       |
| Saut en hauteur      | Mariya Lasitskene                                           | Athlète neutre autorisé | 2,06 m             | Lausanne       | 6 juillet 2017     |
| Saut à la perche     | Ekateríni Stefanídi                                         | Grèce                   | 4,91 m             | Londres        | 6 août 2017        |
| Saut en longueur     | Brittney Reese                                              | États-Unis              | 7,13 m (+2,0 m/s)  | Chula Vista    | 17 juin 2017       |
| Triple saut          | Yulimar Rojas                                               | Venezuela               | 14,96 m (-0,3 m/s) | Andújar        | 2 juin 2017        |
| Lancer du poids      | Gong Lijiao                                                 | Chine                   | 20,11 m            | Böhmenkirch    | 28 juillet 2017    |
| Lancer du disque     | Sandra Perković                                             | Croatie                 | 71,41 m            | Bellinzone     | 18 juillet 2017    |
| Lancer du marteau    | Anita Włodarczyk                                            | Pologne                 | 82,87              | Cetniewo       | 29 juillet 2017    |
| Lancer du javelot    | Sara Kolak                                                  | Croatie                 | 68,43 m            | Lausanne       | 6 juillet 2017     |
| Heptathlon           | Nafissatou Thiam                                            | Belgique                | 7 013 points       | Götzis         | 28 mai 2017        |
| 20 km marche         | Elena Lashmanova                                            | Russie                  | 1 h 25 min 18 s    | Sotchi         | 18 février 2017    |
| 50 km marche         | Inês Henriques                                              | Portugal                | 4 min 05 s 56      | Londres        | 13 août 2017       |
| 4 × 100 mètres       | Aaliyah Brown Allyson Felix Morolake Akinosun Tori Bowie    | États-Unis              | 41 s 82            | Londres        | 12 août 2017       |
| 4 × 400 mètres       | Quanera Hayes Allyson Felix Shakima Wimbley Phyllis Francis | États-Unis              | 3 min 19 s 02      | Londres        | 13 août 2017       |

#### Hommes
| Épreuve              | Athlète                                                          | Nation                    | Performance        | Lieu          | Date              |
| -------------------- | ---------------------------------------------------------------- | ------------------------- | ------------------ | ------------- | ----------------- |
| 100 m                | Christian Coleman                                                | États-Unis                | 9 s 82 (+1,3 m/s)  | Eugene        | 7 juin 2017       |
| 200 m                | Isaac Makwala                                                    | Botswana                  | 19 s 77 (0,0 m/s)  | Madrid        | 14 juillet 2017   |
| 400 m                | Wayde van Niekerk                                                | Afrique du Sud            | 43 s 62            | Lausanne      | 6 juillet 2017    |
| 800 m                | Emmanuel Korir                                                   | Kenya                     | 1 min 43 s 10      | Monaco        | 21 juillet 2017   |
| 1 500 m              | Elijah Manangoi                                                  | Kenya                     | 3 min 28 s 80      | Monaco        | 21 juillet 2017   |
| Mile                 | Ronald Kwemoi                                                    | Kenya                     | 3 min 49 s 04      | Eugene        | 27 mai 2017       |
| 5 000 m              | Muktar Edris                                                     | Éthiopie                  | 12 min 55 s 23     | Lausanne      | 6 juillet 2017    |
| 10 000 m             | Mohamed Farah                                                    | Royaume-Uni               | 26 min 49 s 51     | Londres       | 4 août 2017       |
| 10 km (route)        | Benard Kimeli                                                    | Kenya                     | 27 min 10 s        | Prague        | 9 septembre 2017  |
| 20 km (route)        | Josphat Ledama                                                   | Kenya                     | 57 min 27 s        | Tachikawa     | 14 octobre 2017   |
| Semi-marathon        | Abraham Cheroben                                                 | Bahreïn                   | 58 min 40 s        | Copenhague    | 17 septembre 2017 |
| Marathon             | Eliud Kipchoge                                                   | Kenya                     | 2 h 03 min 32 s    | Berlin        | 24 septembre 2017 |
| 3 000 mètres steeple | Evan Jager                                                       | États-Unis                | 8 min 01 s 29      | Monaco        | 21 juillet 2017   |
| 110 mètres haies     | Omar McLeod                                                      | Jamaïque                  | 12 s 90 (+0,7 m/s) | Kingston      | 24 juin 2017      |
| 400 mètres haies     | Kyron McMaster                                                   | Îles Vierges britanniques | 47 s 80            | Kingston      | 20 mai 2017       |
| Saut en hauteur      | Mutaz Essa Barshim                                               | Qatar                     | 2,40 m             | Birmingham    | 20 août 2017      |
| Saut à la perche     | Sam Kendricks                                                    | États-Unis                | 6,00 m             | Sacramento    | 24 juin 2017      |
| Saut en longueur     | Luvo Manyonga                                                    | Afrique du Sud            | 8,65 m (+1,3 m/s)  | Potchefstroom | 22 avril 2017     |
| Triple saut          | Christian Taylor                                                 | États-Unis                | 18,11 m (+0,8 m/s) | Eugene        | 27 mai 2017       |
| Lancer du poids      | Ryan Crouser                                                     | États-Unis                | 22,65 m            | Sacramento    | 25 juin 2017      |
| Lancer du disque     | Daniel Ståhl                                                     | Suède                     | 71,29 m            | Sollentuna    | 29 juin 2017      |
| Lancer du marteau    | Paweł Fajdek                                                     | Pologne                   | 83,44 m            | Ostrava       | 27 juin 2017      |
| Lancer du javelot    | Johannes Vetter                                                  | Allemagne                 | 94,44 m            | Lucerne       | 11 juillet 2017   |
| Décathlon            | Kevin Mayer                                                      | France                    | 8 768 points       | Londres       | 12 août 2017      |
| 20 km marche         | Wang Kaihua                                                      | Chine                     | 1 h 17 min 54 s    | Huangshan     | 4 mars 2017       |
| 50 km marche         | Yohann Diniz                                                     | France                    | 3 h 33 min 12 s    | Londres       | 13 août 2017      |
| 4 × 100 mètres       | Chijindu Ujah Adam Gemili Daniel Talbot Nethaneel Mitchell-Blake | Royaume-Uni               | 37 s 47            | Londres       | 12 août 2017      |
| 4 × 400 mètres       | Jarrin Solomon Jereem Richards Machel Cedenio Lalonde Gordon     | Trinité-et-Tobago         | 2 min 58 s 12      | Londres       | 13 août 2017      |

### En salle

#### Femmes
| Épreuve          | Athlète                                                                                          | Nation      | Performance    | Lieu            | Date            |
| ---------------- | ------------------------------------------------------------------------------------------------ | ----------- | -------------- | --------------- | --------------- |
| 60 m             | Elaine Thompson                                                                                  | Jamaïque    | 6 s 98         | Birmingham      | 18 février 2017 |
| 200 m            | Ariana Washington                                                                                | États-Unis  | 22 s 42        | College Station | 11 mars 2017    |
| 400 m            | Kendall Ellis                                                                                    | États-Unis  | 51 s 07        | College Station | 11 mars 2017    |
| 800 m            | Charlene Lipsey                                                                                  | États-Unis  | 1 min 58 s 64  | New York        | 11 février 2017 |
| 1 500 m          | Genzebe Dibaba                                                                                   | Éthiopie    | 3 min 58 s 80  | Toruń           | 10 février 2017 |
| 5 000 m          | Laura Muir                                                                                       | Royaume-Uni | 14 min 49 s 12 | Glasgow         | 4 janvier 2017  |
| Saut en hauteur  | Mariya Lasitskene                                                                                | Russie      | 2,03 m         | Moscou          | 21 février 2017 |
| Saut à la perche | Ekateríni Stefanídi                                                                              | Grèce       | 4,87 m         | Zurich          | 23 août 2017    |
| Saut en longueur | Ivana Španović                                                                                   | Serbie      | 7,24 m         | Belgrade        | 5 mars 2017     |
| Triple saut      | Yulimar Rojas                                                                                    | Venezuela   | 14,79 m        | Madrid          | 28 janvier 2017 |
| Lancer du poids  | Raven Saunders                                                                                   | États-Unis  | 19,56 m        | College Station | 10 mars 2017    |
| Pentathlon       | Nafissatou Thiam                                                                                 | Belgique    | 4 870 points   | Belgrade        | 3 mars 2017     |
| Relais 4 × 200 m | Équipe de Moscou Yevgenia Polyakova Yelizaveta Anikiyenko Aleksandra Tarasova Marina Panteleyeva | Russie      | 1 min 34 s 84  | Moscou          | 21 février 2017 |
| Relais 4 × 400 m | Université de Californie du Sud Cameron Pettigrew Amalie Iuel Deanna Hill Kendall Ellis          |             | 3 min 27 s 03  | College Station | 11 mars 2017    |

## Décès
- 21 août : Carina Lilge-Leutner, coureuse de fond autrichienne, à 57 ans[6].